# Trichosphaerella decipiens
Trichosphaerella decipiens är en svampart som beskrevs av E. Bommer, M. Rousseau & Sacc. 1891. Trichosphaerella decipiens ingår i släktet Trichosphaerella och familjen Niessliaceae.  Arten är reproducerande i Sverige. Inga underarter finns listade i Catalogue of Life.